# 比拉比拉區
比拉比拉區（西班牙語：Distrito de Vilavila），是秘魯的一個區，位於該國東南部普諾大區的蘭帕省，始建於1854年5月2日，面積156.65平方公里，海拔高度4,300米，2005年人口1,046，人口密度每平方公里6.7人。